# Hertain
Hertain est une section de la ville belge de Tournai, située en Wallonie picarde et en Flandre romane dans la province de Hainaut. C'était une commune à part entière avant la fusion des communes de 1977.

## Étymologie
Hertain provient de deux mots. Hert qui signifie cœur, ou milieu, et de taing, qui veut dire bois, à cause qu'au Xe siècle et antérieurement, il était entouré de bois, ou si l'on veut, dans le cœur des bois. 

## Évolution démographique
- Sources : INS, Rem. : 1831 jusqu'en 1970 = recensements, 1976 = nombre d'habitants au 31 décembre.

## Histoire

### Le 13 août 1832: Visite Royale à Hertain[2]
La garde civique de Tournai, au grand complet et en grand apparat alla se ranger à Hertain. Le carrosse royal revenait de Compiègne et faisait route vers Bruxelles.
À cette époque, le voyage Paris-Bruxelles s'effectuait en plusieurs jours, avec de nombreuses étapes. Le Roi et la Reine ont logé la nuit du 13 au 14 août 1832, dans les bâtiments de douane à Hertain. 
Les premiers sujets belges que la première Reine des Belges a vus et côtoyés sont donc les gens d'Hertain.
À cette occasion, un arbre fût planté à la frontière. C'était un arbuste épineux. Depuis lors, ce lieu a été appelé "L'épine". Le cadastre mentionne également ce lieu de cette façon. Les anciens agriculteurs du village citent encore ce nom pour désigner les champs à la frontière. 

### La libération et le mémorial d'Hertain[3]
Le 3 septembre 1944, Hertain a été le premier village belge libéré (par la Household Cavalry régiment de Grande-Bretagne) pendant la Seconde Guerre mondiale,. Le 15 mars 1950, Belgique a imprimé deux timbres postaux de la série Belgian-Great Britain Committee à la mémoire de cet événement.

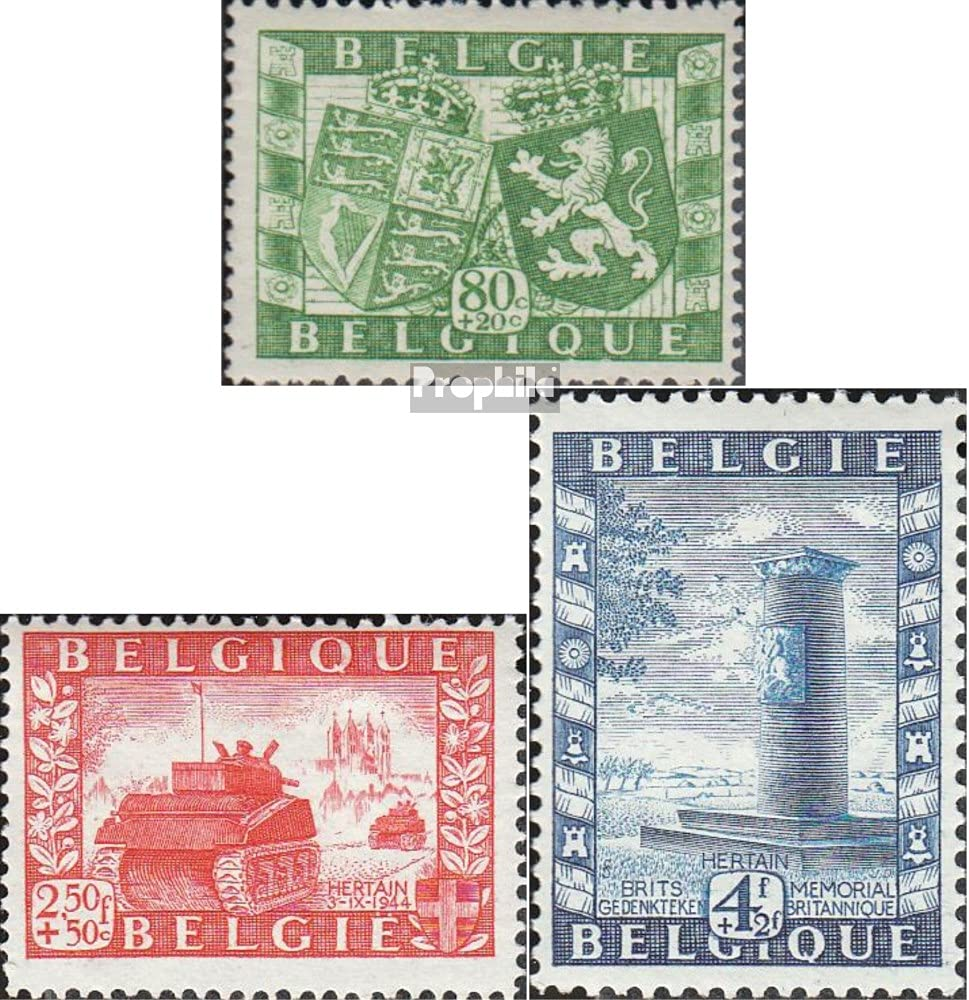
Timbres édités à l'occasion de la libération du village par les Anglais.

Un monument a été inauguré par le Maréchal Montgomery et la Reine Élisabeth en Bavière (1876-1965) ainsi qu'en présence des autorités locales. 

#### L'entrée des alliés en Belgique
Le 3 septembre 1944, un peu avant 9h30, un motocycliste américain arrive à Rumes, se croyant toujours en France. Vers 11h30, la grand-route regorge de véhicules de l'armée américaine qui rejoignent et libérent Tournai. La progression US est rapide mais il y a aussi les Britanniques qui pénètrent en Belgique. 
En fait, l'action n'était pas prévue de cette manière. Le plan de bataille était qu'une opération aéroportée américaine réaliserait l'occupation de tous les points importants entre Douai et Tournai afin que l'armée britannique bénéficie d'un couloir, pour ensuite couper la route à l'ennemi qui battait en retraite. Le général américain Omar BRADLEY, sachant qu'une brèche s'était réalisée entre deux unités blindées allemandes, décida de faire avancer les troupes du général US CORLETT jusqu'à Tournai, bien que cette ville fût dans le secteur attribué aux Britanniques. Le stratège américain supprimait donc le parachutage et récupérait ainsi le carburant prévu pour cette opération aéroportée. Le général anglais Bernard Montgomery protesta et reprocha aux Américains d'avoir outrepassé leurs droits. Le 02 septembre 1944, la 1st Guards Armoured Division du général ADAIR  se trouve à Douai. Il s'agit donc d'une division blindée britannique appartenant au XXXème corps du général HORROCKS. Cette unité est constituée de 290 chars, 361 véhicules blindés, 2.763 autres véhicules et 14.964 hommes. Les chefs attendent l'opération aéroportée baptisée "Lymmet 1". Vers minuit, la division reçoit l'ordre de marcher sur Bruxelles. Elle se met en route au petit matin, le 03 septembre 1944, sous un radieux soleil naissant. Les véhicules ont 156 Km à parcourir et ont besoin de 600.000 litres de carburant. Le 1st guard anglais pénêtre à Tournai via la chaussée de Douai libérée par les Américains et poursuit son action vers Bruxelles avec la Brigade "Piron", unité constitué de 2500 belges.

#### La libération d'Hertain
La 11th armoured division (11ème division blindée) sous les ordres du général anglais Roberts vient de Lille et a pour mission de marcher sur Anvers. Elle pénètre donc en Belgique par la chaussée de Lille à Hertain. 
Le premier char qui franchit la frontière le 3 septembre 1944, appartient au 12ème hussard de la 29ème brigade de la 11ème division blindée. Il s'agissait d'un char "Sherman firefly". 
Hertain peut donc se venter d'être le premier village belge libéré de la Seconde Guerre mondiale.

#### Le monument
Hertain est donc la première commune belge libérée par les Anglais "seuls ". L'union belgo-britannique avait un comité qui décida de concrétiser ce haut fait d'arme historique et d'apporter la reconnaissance du peuple belge aux glorieuses armées de Grande-Bretagne. Hertain fut choisi car la chaussée de Lille était en fait la seule voie où les Américains n'avaient pas précédé les Anglais. Le monument a été financé par souscription nationale.

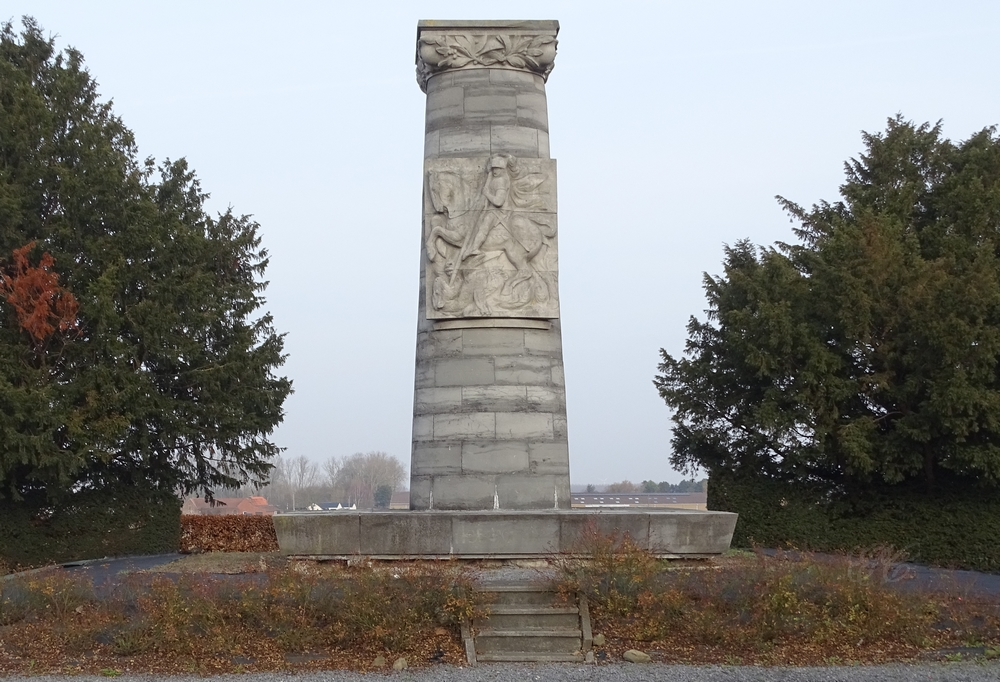
Le monument sur la chaussée de Lille. ©E.Carpreau

La construction du monument a été décidée tout de suite après la fin de la guerre en 1945. Il a été inauguré le 16 juillet 1949. 

C’est une œuvre du sculpteur Alfred Courtens, un artiste important, qui fut le sculpteur officiel de la famille royale de Belgique, il a par exemple réalisé la statue du roi Albert Ier (roi des Belges) à cheval qui se trouve à Bruxelles à l’Albertine. Il fut aussi le professeur de sculpture de la reine Elisabeth de Belgique, l’arrière grand-mère du roi Philippe de Belgique. 

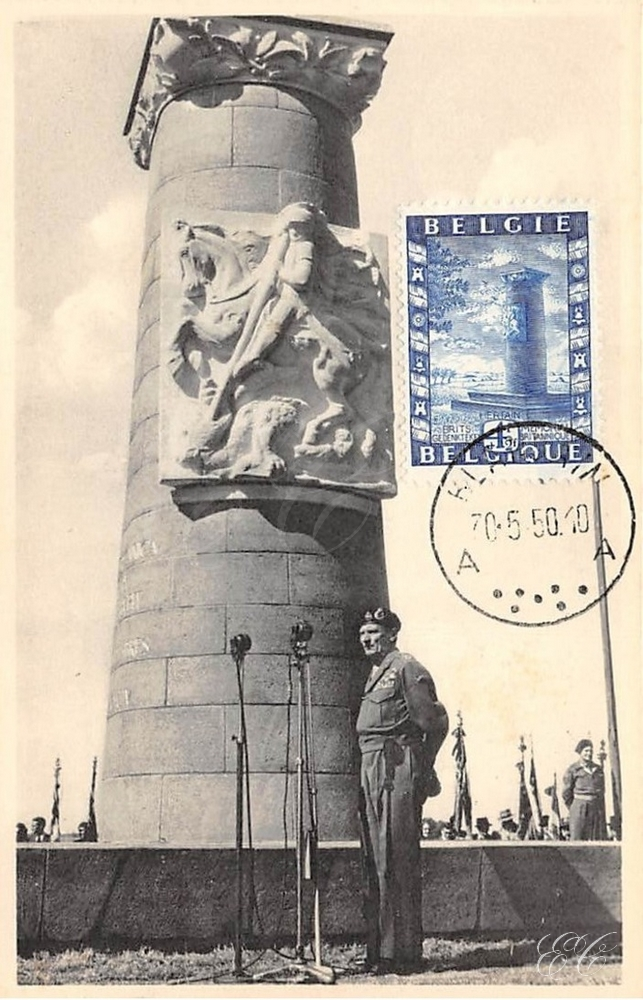
Le Maréchal Montgomery à l'inauguration du monument.

Le nom officiel du monument est d’ailleurs «borne de la libération». Cette borne a la forme d’une dague, un poignard dont on peut imaginer la lame enfoncée dans le sol jusqu’à la garde et dont on ne verrait que la poignée. Bien plantée, cette dague symbolise la pénétration des Alliés en Belgique. Lame en terre, elle n’est pas pointée, pas agressive! Comme il fut dit lors de l’inauguration, «ce monument n’a aucune signification dominatrice, ce n’est pas une borne d’une expansion guerrière, c’est la borne initiale d’un renouveau de liberté. 

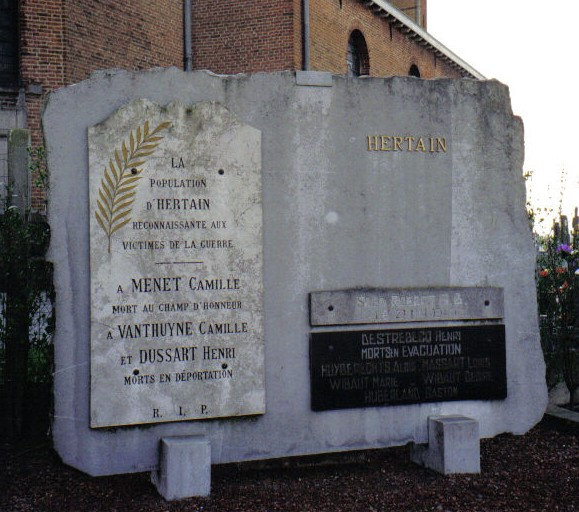
le monument aux morts sur la place du village.

## Patrimoine et culture

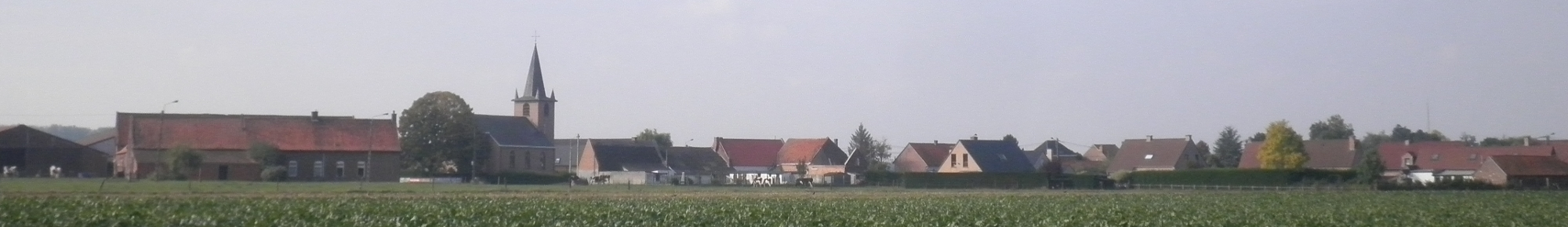
Vue globale du village

## Personnalités liées à la commune
- Daniel de Hertaing, Seigneur de Marquette

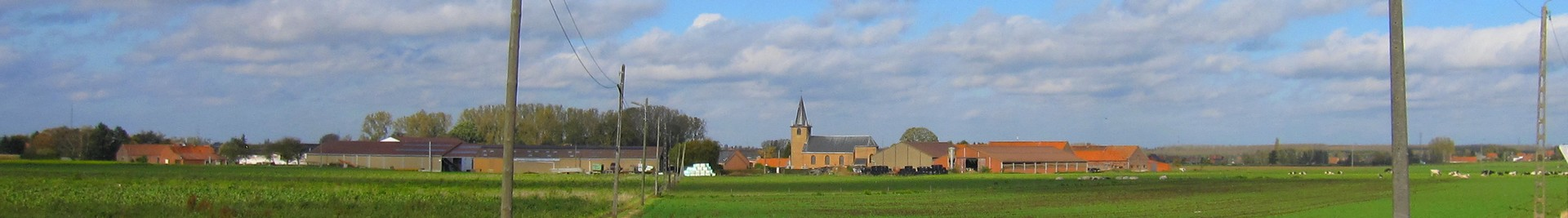
Vue panoramique de l'ancien village d'Hertain.